# مؤسسة سياسة الاحتباس الحراري
مؤسسة سياسات الاحترار العالمي أو مؤسسة سياسات الاحتباس الحراري، مجموعة ضغط في المملكة المتحدة تتمثل أهدافها المعلنة في تحدي «السياسات المضرة والمؤذية للغاية» التي تتوخاها الحكومات للتخفيف من ظاهرة الاحتباس الحراري الناجمة عن الأنشطة البشرية. صُنفت مؤسسة سياسات الاحتباس الحراري وبعض أعضائها البارزين على أنهم يشجعون إنكار التغير المناخي.
تأسست منظمة غير خيرية دعيت «منتدى سياسات الاحتباس الحراري» عندما قضت لجنة الجمعيات الخيرية أن مؤسسة سياسات الاحتباس الحراري قد انتهكت قواعد الحيادية، لتكون شركة فرعية مملوكة بالكامل، وتمارس الضغط التي لا تستطيع مؤسسة خيرية أن تمارسه. يحوي موقع مؤسسة سياسات الاحتباس الحراري مجموعة من المقالات «المشككة» في النتائج العلمية للاحترار العالمي الناجم عن النشاط البشري وتأثيراته.

## لمحة تاريخية
تأسست المؤسسة في نوفمبر 2009، بعد أسبوع من بدء الجدل حول البريد الإلكتروني لوحدة البحوث المناخية، ومقرها في غرفة من معهد المواد والمعادن والتعدين في شارع كارلتون هاوس تيراس 1 في لندن، ثم انتقلت لاحقًا إلى شارع توفتون 55، في لندن. يديرها بيني بيسر، الخبير في الجوانب الاجتماعية والاقتصادية للتمارين البدنية، ويرأسها تيرينس موردونت، المالك المشارك لشركة بريستول بورت. ترأسها سابقًا مستشار الخزانة السابق نايغل لوسون. صرحت مؤسسة سياسات الاحتباس الحراري أنها «تشعر بقلق عميق إزاء التكاليف والآثار الأخرى للعديد من السياسات التي يُدعى إليها حاليًا» من أجل التصدي للتغير المناخي، وأنها تهدف إلى «إعمال العقل والنزاهة والتوازن في نقاش أصبح غير متوازن بشكل خطير ومثير للقلق بشكل غير منطقي، وفي كثير من الأحيان متعصب بشكل محزن».

### دعوة لإجراء تحقيق مستقل في رسائل البريد الإلكتروني الخاصة بوحدة البحوث المناخية
قامت مؤسسة سياسات الاحتباس الحراري- كأول إجراء لها- بالدعوة إلى تحقيق رفيع المستوى ومستقل في رسائل البريد الإلكتروني التي اختُرقت في وحدة البحوث المناخية بجامعة إيست أنجليا. رفض متحدث باسم مكتب الأرصاد الجوية- وكالة حكومية تعمل مع وحدة البحوث المناخية في توفير معلومات حول درجات الحرارة العالمية- هذه الدعوة. «إذا نظرت إلى رسائل البريد الإلكتروني، فليس هناك أي دليل على أن البيانات مزورة، ولا يوجد دليل على أن التغير المناخي مجرد خدعة. إنه لأمر مخزٍ أن يضطر بعض المشككين إلى اتخاذ هذه المحاولة السطحية لتشويه سمعة العلوم المثبتة القائم عليها بعض العلماء الأكثر احترامًا في العالم. خلاصة القول هي أن درجات الحرارة تستمر في الارتفاع وأن البشر مسؤولون عن ذلك. لدينا ثقة كاملة في العلم ومجموعات البيانات المختلفة التي نستخدمها. عملية مراجعة الأقران قوية بقدر الإمكان لإثبات ذلك».
اقترح لوسون أن رسائل البريد الإلكتروني من جامعة إيست أنجليا «طعنت» في صحة الأدلة العلمية. لم تدعم التحقيقات اللاحقة هذا الرأي. جاء عن مدير مؤسسة سياسات الاحتباس الحراري، بيني بيسر، أن المنظمة لم تشكك في العلم ولم تنوي التحقق منه، ولكنها أرادت مناقشة مفتوحة وصريحة حول السياسات التي ينبغي تبنيها.

### الصفة الخيرية
قدم بوب وارد في يونيو 2013، شكوى رسمية إلى لجنة الجمعيات الخيرية، مدعيًا أن مؤسسة سياسات الاحتباس الحراري «تنشر باستمرار معلومات غير دقيقة ومضللة حول التغير المناخي، كجزء من حملتها ضد سياسات المناخ في المملكة المتحدة وخارجها»، وعدّ ذلك إساءة لصفتهم الخيرية.
قضت لجنة الجمعيات الخيرية في عام 2014 بأن مؤسسة سياسات الاحتباس الحراري قد انتهكت قواعد الحيادية في تعاطيها للتغير المناخي، وشوشت الحقائق وعلقت وأظهرت تحيزًا واضحًا. قامت مؤسسة سياسات الاحتباس الحراري ردًا على ذلك، بإنشاء منظمة غير خيرية لممارسة الضغط، جنبًا إلى جنب مع المنظمة الحالية، وأسمتها «منتدى سياسات الاحتباس الحراري». يعدّ منتدى سياسات الاحتباس الحراري شركة فرعية مملوكة بالكامل لمؤسسة سياسات الاحتباس الحراري.